# Betty Boop
Betty Boop er en animeret tegnefilmsfigur kreeret af Max Fleischer med hjælp fra animatorer inklusive Grim Natwick.
| Taleboble | Spire Denne tegneserieartikel er en spire som bør udbygges. Du er velkommen til at hjælpe Wikipedia ved at udvide den. |